# Vyšná Kamenica
Vyšná Kamenica (deutsch Oberkamenitz, ungarisch Felsőkemence) ist eine Gemeinde im Osten der Slowakei mit 393 Einwohnern (Stand 31. Dezember 2024), die zum Okres Košice-okolie, einem Teil des Košický kraj, gehört und in der traditionellen Landschaft Abov liegt.

## Geographie
Die Gemeinde befindet sich am Ostrand des Talkessels Košická kotlina und am Übergang in das östlich gelegene Gebirge Slanské vrchy, im Tal des Baches Svinický potok im Einzugsgebiet der Olšava und somit des Hornád. Oberhalb des Ortes erhebt sich der 911 m n.m. hohe Berg Mošník. Das Ortszentrum liegt auf einer Höhe von 352 m n.m. und ist 24 Kilometer von Košice entfernt (Straßenentfernung).
Nachbargemeinden sind Herľany (Ortsteil Žirovce und Hauptort) Westen im Norden, Banské im Nordosten, Dargov im Osten, Nižná Kamenica im Süden und Čakanovce im Südwesten.

## Geschichte
Vyšná Kamenica wurde zum ersten Mal 1427 als Felsow Kemenche schriftlich erwähnt, weitere historische Bezeichnungen sind unter anderen Kemenche (1430), Felseo Kemencze (1630), Wissna Kamenicža (1773) und Wissna Kamenicza (1786). 1427 wurden 20 Porta verzeichnet und das Dorf war Besitz von Andreas aus Budimír, im 18. Jahrhundert gehörten die Ortsgüter der Kammer sowie mehreren Familien. 1630 musste der Ort ein Neuntel in Höhe von je eine halben Porta von Bauern- und Untermieterfamilien abführen, 1720 wohnten hier sechs Haushalte, 1772 25 Familien, 1828 zählte man 31 Häuser und 230 Einwohner, die als Fuhrmänner, Holzfäller und Landwirte beschäftigt waren. 1880–1910 wanderten viele Einwohner aus.
Bis 1918/1919 gehörte der im Komitat Abaúj-Torna liegende Ort zum Königreich Ungarn und kam danach zur Tschechoslowakei beziehungsweise heute Slowakei.

## Bevölkerung
| Jahr                | 1994 | 2004    | 2014    | 2024     |
| ------------------- | ---- | ------- | ------- | -------- |
| Anzahl der Personen | 233  | 245     | 268     | 393      |
| Unterschied         |      | +5,15 % | +9,38 % | +46,64 % |

| Jahr                | 2023 | 2024   |
| ------------------- | ---- | ------ |
| Anzahl der Personen | 375  | 393    |
| Unterschied         |      | +4,8 % |

Gemäß der Volkszählung 2011 wohnten in Vyšná Kamenica 266 Einwohner, davon 250 Slowaken, vier Tschechen sowie jeweils drei Magyaren und Roma. Sechs Einwohner machten keine Angabe zur Ethnie.
160 Einwohner bekannten sich zur Evangelischen Kirche A. B., 79 Einwohner zur römisch-katholischen Kirche, acht Einwohner zur griechisch-katholischen Kirche und vier Einwohner zur reformierten Kirche. Sieben Einwohner waren konfessionslos und bei acht Einwohnern wurde die Konfession nicht ermittelt.

## Baudenkmäler
- evangelische Kirche, ein ursprünglich gotischer Sakralbau aus der ersten Hälfte des 14. Jahrhunderts, im 16. und 17. Jahrhundert erweitert sowie im 18. und 19. Jahrhundert klassizistisch gestaltet[6]

## Verkehr
Nach Vyšná Kamenica führt die Straße 3. Ordnung 3291 als Abzweig der Straße 2. Ordnung 576 (Bidovce–Vranov nad Topľou), eine Lokalstraße verläuft nach Nižná Kamenica.